# Tunis Challenger 2007
Il Tunis Challenger 2007 è stato un torneo di tennis facente parte della categoria ATP Challenger Series nell'ambito dell'ATP Challenger Series 2007. Il torneo si è giocato a Tunisi in Tunisia dal 5 all'11 novembre 2007 su campi in cemento.

## Vincitori

### Singolare
Guillermo García López ha battuto in finale  Michael Lammer con il punteggio di 6–4, 7–6(3)

### Doppio
Ivan Dodig /  Frank Moser hanno battuto in finale  Jasper Smit /  Martijn van Haasteren con il punteggio di 4–6, 7–5, [11-9]